# 花房観音
花房 観音（はなぶさ かんのん、本名非公表。1971年 - ）は、日本の小説家・バスガイド。女性。夫は放送作家・フリーライターの吉村智樹。京都市在住（2017年9月現在）。

## 経歴・人物
兵庫県生まれ。兵庫県立豊岡高等学校卒業。京都女子大学文学部教育学科中退。派遣添乗員や旅行会社勤務、映画会社勤務など様々な職を経験する。30歳のころに借金が溜まり、兵庫の生まれ故郷に戻って閉塞、図書館で山田風太郎の作品を貪り読んだ。
2009年から小説家を志して、多くの新人賞に応募をする。新潮社主催のR-18文学賞に応募して一次選考を通過し、手ごたえを感じた。『幽』怪談文学賞や野性時代フロンティア文学賞にも応募していた。2010年、「花祀り」で第1回団鬼六賞（無双舎主催）の大賞を受賞する（優秀作は深志美由紀『花鳥籠』）。小説家デビューを果たす。団鬼六の作品は20代の頃から愛読しており、それが団鬼六賞に応募したきっかけにもなったという。他の作家の名前の賞だったら応募しなかったであろうと語っている。2012年に発表した『女の庭』が4万部を売り上げる。2014年、雑誌『ダ・ヴィンチ』の「怪談 of the year 2013」の第3位に『恋地獄』が選ばれた。京都を舞台とした官能小説やホラー小説を主に執筆している。
京都・観光文化検定2級を持っている。ペンネームの「観音」は、仏像が好きなことに由来する。特に、滋賀県長浜市にある渡岸寺観音堂の十一面観音が好きであるという。好きな作家として、山田風太郎、司馬遼太郎、坂口安吾、団鬼六らを挙げている。山岡荘八、吉川英治、池波正太郎らの作品も愛読している。小説家の谷崎由依は、「女の怖さも、哀しさも、花房は知り尽くしている。そうしたものを描きながら、『これでええんやで』と言ってくれる」と語っている。

## 作品リスト

### 小説

#### 〈まつり〉シリーズ
- やすらいまつり（2014年6月 光文社文庫）
  - 【収録作品】梅まつり / ひいなまつり / 祇園まつり / 地蔵まつり / 火まつり / やすらいまつり
- 時代まつり（2015年10月 光文社文庫）
  - 【収録作品】かにかくにまつり / 七夕まつり / 義士まつり / 節分まつり / あじさいまつり / 時代まつり
- まつりのあと（2016年8月 光文社文庫）
  - 【収録作品】帷子ノ辻 / 安井金毘羅宮 / 隨心院 / 戻り橋 / 高瀬川 / 平安神宮

#### 単発作品
- 花祀り（2011年3月 エイチエス / 2013年2月 幻冬舎文庫）
- 寂花の雫（2012年8月 実業之日本社文庫）
- 女の庭（2012年11月 幻冬舎 / 2015年8月 幻冬舎文庫）
- 女坂（2013年8月 講談社文庫）
- 萌えいづる（2013年8月 実業之日本社文庫）
- 恋地獄（2013年10月 KADOKAWA 幽ブックス）
  - 【改題】京都 恋地獄（2016年5月 角川文庫）
- 偽りの森（2014年1月 幻冬舎 / 2016年4月 幻冬舎文庫）
- 楽園（2014年4月 中央公論新社 / 2017年1月 中公文庫）
- 神さま、お願い（2014年10月 KADOKAWA）
  - 【収録作品】安産祈願 / 学業成就 / 商売繁盛 / 不老長寿 / 縁結び祈願 / 家内安全
- 鳥辺野心中（2015年4月 光文社）
- 指人形（2015年5月 講談社文庫）
  - 【収録作品】おばけ / 花灯路 / 指人形 / 奥さん / 妻の恋 / わるいうわさ / 美味しい生活
- 黄泉醜女（2015年8月 扶桑社）
- 好色入道（2016年2月 実業之日本社）
- 愛の宿（2016年4月 文藝春秋）
  - 【収録作品】噓の宿 / 初の宿 / 悔の宿 / 買の宿 / 母の宿 / 愛の宿
- 花びらめくり（2016年10月 新潮文庫）
  - 【収録作品】藪の中の情事 / 片腕の恋人 / 卍の女 / それからのこと / 仮面の記憶
- 情人（2016年10月 幻冬舎）
- わたつみ（2017年2月 中央公論新社）
- 色仏（2017年5月 文藝春秋 / 2021年7月 文春文庫）
- 鬼の家（2017年9月 KADOKAWA）
- うかれ女島（2018年5月　新潮社 / 2020年12月 新潮文庫）
- 果ての海（2021年8月、新潮社）

### エッセイ・ノンフィクション
- おんなの日本史修学旅行（2013年5月 ベストセラーズ）
- 愛欲と情念の京都案内 魔の潜むこわ～い街へようこそ（2016年11月 PHP研究所〈京都しあわせ倶楽部〉）
- 京都に女王と呼ばれた作家がいた 山村美紗とふたりの男（2020年7月 西日本出版社）

### 雑誌掲載・連載作品
- 痙攣（『Mei（冥）』vol.003 2013年10月）
- 鬼の家（『Mei（冥）』vol.004 2014年4月）
- 奥様の、お屋敷（『Mei（冥）』vol.005 2014年12月）
- たかむらの家（『小説現代』2020年9月号）

### アンソロジー
「」内が花房観音の作品
- 怪談実話 FKB 饗宴3（2012年6月 竹書房ホラー文庫）「泊まらせられない部屋」「山のお寺の話・その1」「山のお寺の話・その2」
- 恐怖 女子会（2013年4月 竹書房ホラー文庫）
- 禁書 色（2013年5月 徳間文庫）「葵」
- 怪談実話コロシアム 群雄割拠の上方篇（2014年2月 MF文庫ダ・ヴィンチ）「引き寄せの怪法則」
- 怪・百物語（2014年2月 竹書房文庫）
- 怪談実話 FKB 饗宴6（2014年4月 竹書房ホラー文庫）「ある売春婦の話」
- きみのために棘を生やすの（2014年6月 河出書房新社）「それからのこと」
  - 【改題】あなたを奪うの。（2017年3月 河出文庫）「それからのこと」
- 果てる（2014年10月 実業之日本社文庫）「海の匂い」